# Phthiracarus subiasi
Phthiracarus subiasi är en kvalsterart som beskrevs av Wojciech Niedbała 1986. Phthiracarus subiasi ingår i släktet Phthiracarus och familjen Phthiracaridae. Inga underarter finns listade i Catalogue of Life.